# 銀色聖經抄本
银色圣经抄本是古代用哥特语寫成的圣经抄本，约在公元6世纪由乌尔菲拉翻译成哥特语。这本圣经有着华丽的装饰，书写使用了银色墨水，因此它被称为银色圣经。现在它保存于瑞典乌普萨拉大学图书馆。